# Just Another Day (canção de Jon Secada)
Just Another Day é um single do cantor cubano Jon Secada, lançado em 1992.

## Informações
Composta pelo próprio Jon Secada e por Miguel Morejon, e produzido por Emilio Estefan, Jr., "Just Another Day" foi o primeiro single da carreira do cantor. A canção chegou a ficar na terceira posição na Alemanha e em quinto no Reino Unido. Ficou também em quinto lugar na Billboard Hot 100 nos Estados Unidos e foi número 12 na Austrália.
Uma versão em espanhol, intitulada "Otro Día Más Sin Verte", chegou ao primeiro lugar na Hot Latin Tracks.
No encerramento do clipe de Just Another Day, a cantora Gloria Estefan faz uma pequena participação.

## Faixas
| "Just Another Day" CD single 1. "Just Another Day" — 5:26 2. "Do You Believe in Us" — 4:03 |

## Desempenho em tabelas musicais
| Tabelas (1992)                                | Posição |
| --------------------------------------------- | ------- |
| Alemanha (Media Control Charts)               | 5       |
| Austrália (ARIA)                              | 12      |
| Áustria (Ö3 Austria Top 40)                   | 5       |
| Bélgica (VRT Top 30 Flanders)                 | 21      |
| Canadá (RPM)                                  | 1       |
| Canadá Dance (RPM)                            | 2       |
| Estados Unidos Billboard Hot 100              | 11      |
| Estados Unidos Billboard Pop Songs            | 4       |
| Estados Unidos Billboard Hot Dance Club Songs | 9       |
| Irlanda (IRMA)                                | 4       |
| Países Baixos (Dutch Top 40)                  | 2       |
| Noruega (VG-lista)                            | 4       |
| Nova Zelândia (RIANZ)                         | 5       |
| Reino Unido (The Official Charts Company)     | 5       |
| Suécia (Sverigetopplistan)                    | 1       |
| Suíça (Schweizer Hitparade)                   | 2       |